# یواس‌اس ال‌اس‌تی-۱۴۱
یواس‌اس ال‌اس‌تی-۱۴۱ (به انگلیسی: USS LST-141) یک کشتی بود که طول آن ۳۲۸ فوت (۱۰۰ متر) بود. این کشتی در سال ۱۹۴۴ ساخته شد.